# Fräulein Piccolo
Fräulein Piccolo ist ein mittellanges deutsches Stummfilmlustspiel aus dem Jahr 1914 mit Dorrit Weixler in der Titelrolle.

## Handlung

### Erster Akt
Lo kehrt von dem Mädchenpensionat zu ihren Eltern zurück, die im Städtchen Sonnenburg das Hotel „Zum Weißen Schwan“ betreiben. Beim Abschied plappert man fröhlich und herzt einander, und besonders zu dem Mädchen Röschen Plappermund hat sich für Lo im Internat ein besonderes Verhältnis entwickelt. Wieder daheim fällt die Begrüßung sehr herzlich aus. Als die Schar männlicher Gäste und Angestellter allzu aufdringlich den Neuankömmling begrüßt, wird diese von Los Vater, dem Gastwirt, mit den Worten „Meine Herren … das neue Zimmermädchen“ auf Abstand gehalten. Los Eltern teilen ihr die Hiobsbotschaft mit, dass das Zimmermädchen mit dem Piccolo durchgebrannt sei und Lo deshalb als ihre Vertretung einspringen solle – zumal für den nächsten Tag mehrere Soldaten, die in der Umgebung biwakieren, zu einem Ball erwartet werden. Man bläut Lo ein: Wenn einmal geklingelt wird, ist der Piccolo gefragt, bei zweimal klingeln wird das Zimmermädchen gewünscht. Und so muss Lo nolens volens gleich zwei Jobs in natürlich auch zwei Uniformen übernehmen. Zu allem Unglück benötigt sie für den Piccolo natürlich auch noch eine Perücke, denn der ist ja schließlich ein Mann.
Kaum rückt auch schon der erste der sechs avisierten Leutnants ein, ein gewisser Clairon, da wird er auch schon vom Zimmermädchen Lo begrüßt. Der lässt von Anbeginn nichts unversucht, mit ihr herumzupoussieren, worauf sich die kesse Lo nur allzu gern einlässt, hat es der fesche Offizier ihr doch ziemlich angetan. Doch Lo weiß sich auch zu helfen, sollte sich ein Gast einmal Dinge herausnehmen, die ihm nicht zustehen. Als beispielsweise Pinkeles, ein etwas schmieriger Handelsvertreter, versucht, sie auf derbe Weise anzubaggern, schleudert sie ihm kurzerhand seinen Koffer ins Gesicht, so dass er rücklings in sein Fremdenzimmer purzelt. Als er danach immer noch keine Ruhe geben will und aus seiner Tür herauslugt, fängt er sich von Fräulein Lo eine Backpfeife ein. Dann klingelt das Glöckchen einmal, und man sieht, wie sich Lo in Windeseile aus dem Zimmermädchendress herausschält, um sich zu einem Fräulein Piccolo umzukleiden.

### Zweiter Akt
Als Piccolo erscheint sie im Zimmer von Leutnant Clairon, der jedoch zweimal geläutet hatte, in der Hoffnung, mit dem Zimmermädchen weiterschäkern zu können. Doch Lo macht sich einen Spaß daraus, in ihrem Rollenspiel den Leutnant, der enttäuscht darüber ist, dass nur der Piccolo gekommen ist, zu veralbern. „Das Zimmermädchen kommt nicht mehr zu Ihnen … es schickt mich“ erklärt sie als Fräulein Piccolo. Doch so schnell will sich der Leutnant nicht abspeisen lassen. Er schreibt dem Zimmermädchen Lo ein kurzes Briefchen, das er der Piccola Lo für das Zimmermädchen Lo mitgibt.
Am nächsten Tag soll das große Offiziersfest stattfinden. Frühmorgens fängt Clairon den Piccolo ab, doch Lo teilt ihm mit diebischer Freude mit, dass das Zimmermädchen nichts von ihm wissen wolle, aber er könne es ja selbst einmal bei ihr versuchen. Sie halte sich gerade im Heuspeicher auf. Clairon steigt ihr dorthin nach, kann aber im Dunkeln nicht richtig sehen und fällt daher über Los dicke Muter her, die ihm daraufhin eine Ohrfeige verpasst. Piccola Lo, die ihrem Leutnant nachgerannt ist, lacht sich über die Verwechslung beinahe zu Tode. Clairon folgt dem frechen Piccolo und sieht, wie er durchs Fenster in den Raum für die Hotelangestellten hineinklettert. Umso verwunderter ist er, dass aus dem Zimmer wieder das hübsche Zimmermädchen herauskommt. Die aber hat dafür eine ebenso einfache wie gelogene Erklärung. Leutnant Clairon wird immer nachdrücklicher im Bestreben, die Gunst der jungen Frau zu erlangen, und jagt ihr bis an den hoteleigenen See nach. Dort kommt es beinah zum ersten Kuss.

### Dritter Akt
Am Abend ist die Fete in vollem Gange, und die anwesenden Leutnants fragen den Piccolo, wo denn bloß das hübsche Zimmermädchen geblieben sei. Ehe Lo etwas antworten kann, zerrt sie der übereifrige Hotelkellner am Ohr von den Gästen fort. Lo wird nun mit Geschirr überhäuft, dass sie in Richtung Ballsaal tragen soll. Als sie sieht, wie Clairon nun auch mit anderen Damen flirtet, kocht in ihr die Eifersucht hoch, und schließlich lässt sie den Stapel Teller fallen, die in Tausend Teile zerspringen. Daraufhin verschwindet sie rasch, um sich wieder zum Zimmermädchen umzuziehen. In dieser Montur wieder in den Ballsaal zurückgekehrt, will sie es Leutnant Clairon heimzahlen und beginnt mit anderen Männern zu schäkern und zu tanzen. Als Lo und Clairon im Freien einen Moment für sich haben, erscheint ein anderer Offizier und meldet, dass Clairons Cousin Röschen Plappermund eingetroffen sei, die Freundin Los aus gemeinsamen Internatszeiten.
Die ist basserstaunt, als sie plötzlich Lo in dem ihr etwas albern erscheinenden Zimmermädchenkostüm sieht und läuft der davonrennenden Lo nach. Da diese sich in ihrem Dienstzimmer verbarrikadiert, kann Röschen nicht mit ihr sprechen. Doch aufgeweckt wie sie ist, begreift Röschen rasch, welches Spielchen Lo abzieht. Sie geht auf Clairons Zimmer und klingelt zweimal, also nach dem Zimmermädchen. Nun hat sich Lo aber gerade wieder einmal in den Piccolo verwandelt, und in dieser Montur erscheint sie auch in des Leutnants Zimmer, wo sie Röschen bereits hinter einem Paravent versteckt erwartet. Sie lacht über Los Verkleidung, erkennt sie doch ihre Freundin sofort, und reißt ihr die Piccolo-Perücke herunter. Am späten Abend geht jeder der Leutnants auf sein Zimmer, und Clairon ist ziemlich überrascht, als er Röschen in dem seinen entdeckt. Derweil hält sich Lo hinter dem Vorhang versteckt. Cousine Röschen möchte ihr helfen und Lo und Cousin Clairon endlich zusammenbringen. Dann holt sie Lo hinter dem Vorhang vor und macht die beiden offiziell miteinander bekannt. Beide schauen ein wenig verschämt, lächeln aber dann. Es folgt das Happy End.

## Produktionsnotizen
Fräulein Piccolo entstand bis Juni 1914 im Luna-Film-Atelier in Berlins Friedrichstraße 224. Der Film war im August 1914 aufführungsbereit, durch den Kriegsausbruch in diesem Monat wurde die Premiere zunächst verschoben. Möglicherweise gab es noch 1914 eine Uraufführung in Deutschland, für Österreich-Ungarn wurde die Wiener Premiere für den 1. Januar 1915 avisiert. Die deutsche Filmzensur verhängte am 5. Juni 1915 ein Aufführungsverbot für die Dauer des Krieges. Erst zum Jahresbeginn 1919 ist eine Aufführung in Deutschland nachweisbar. Der komplett erhalten gebliebene Dreiakter hatte eine Länge von etwa 1017 Metern.
Die Bauten stammen von Fritz Kraencke.
Ernst Lubitsch, der hier den etwas schmierigen Handelsvertreter Pinkeles verkörpert, der das Zimmermädchen Lo gern in seine Kammer komplementieren möchte, hat nur eine einzige Szene, die dazu mit nicht einmal 60 Sekunden sehr kurz geraten ist.

## Kritik
„In der Serie der Franz Hofer-Lustspiele … nimmt das neueste, ‚Fräulein Pikkolo‘, unstreitig einen hohen Rang ein. Es ist infolge seiner kurzen und übersprudelnden Handlung, seines mit ausgelassenster Tollheit durchgeführten Spieles, einer Anzahl prächtiger Typen aus dem Kleinstadtleben und vor allem durch die Person der Dorrit Weixler … über die bisherigen Lustspiele dieser Serie zu stellen. (…) Diverse Umkleideszenen, eine groteske Heubodenszene mit der alten Magd, die Tanzbodengeschichte des zweiten Aktes und vor allem zündende Aktschlüsse selbst, heben den Gesamteindruck des Bildes zu großer Wirkung.“

„Man sieht dort das einst verboten gewesene, dreiaktige Lustspiel Fräulein Piccolo, in welchem die kleine, muntere Heldin, ein übermütiges Kerlchen, sich in die Rolle eines Hotelzimmermädchens hineinspielt. (…) Der mit Schmiß und Temperament inszenierte und gespielte Film fand reichen Lacherfolg.“